# Szczerbięcin
Szczerbięcin – wieś kociewska w Polsce położona w województwie pomorskim, w powiecie tczewskim, w gminie Tczew.
W latach 1975–1998 miejscowość administracyjnie należała do województwa gdańskiego.

## Zabytki
Według rejestru zabytków NID na listę zabytków wpisany jest park dworski, XVIII-XIX w., nr rej.: A-109 z 12.07.1948.